# 小行星48782
小行星48782（48782 Fierz）是一颗绕太阳运转的小行星，为主小行星带小行星。该小行星于1997年9月发现。
該小行星以瑞士教師奧爾加·菲爾茨（Olga Fierz）命名。

## 轨道参数
小行星48782的轨道半长轴为410 160 325 km（2.7417134 UA），离心率为0.147。